# 科斯塔韦斯科瓦托
科斯塔韦斯科瓦托（義大利語：Costa Vescovato），是意大利亚历山德里亚省的一个市镇。总面积7.75平方公里，人口384人，人口密度49.5人/平方公里（2009年）。ISTAT代码为006062。